# فاروق (عنوان)

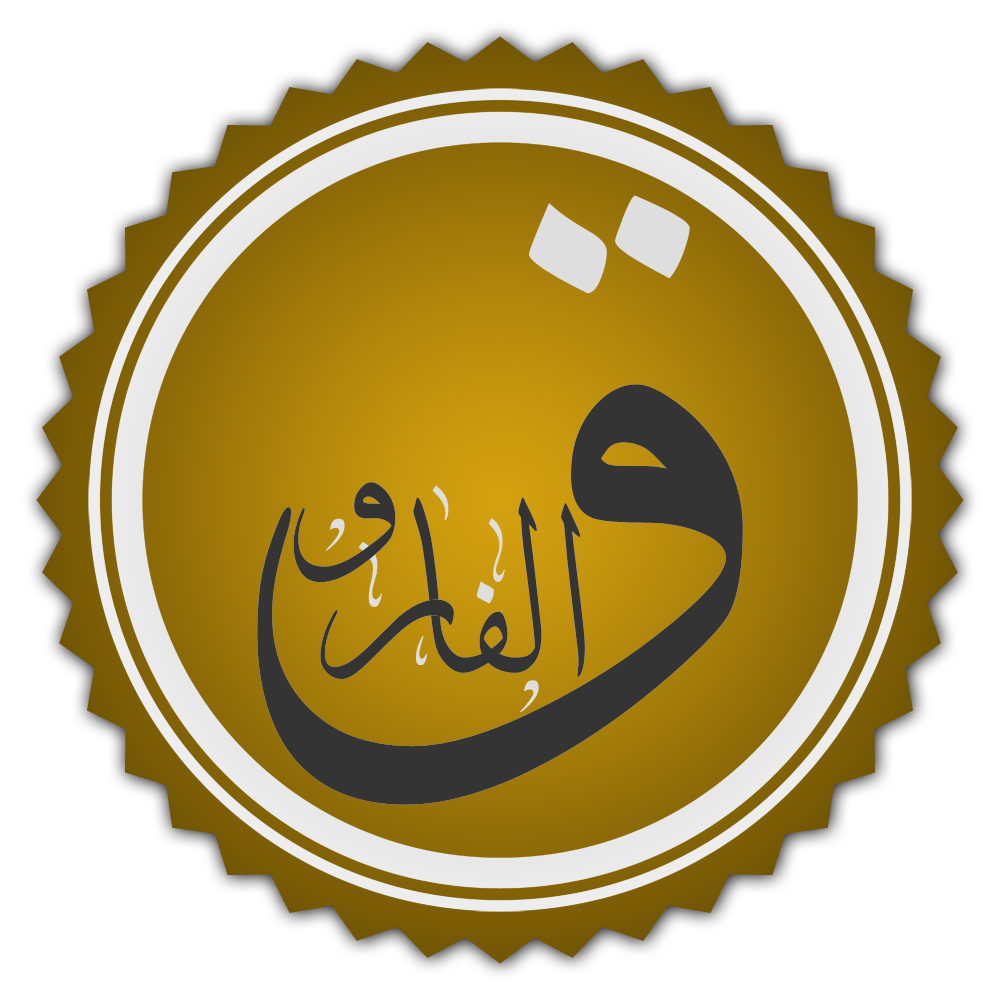

فاروق در لغت به معنای کسی که امور را از یکدیگر فرق می‌گذارد و تمییز می‌دهد. یا آن که فرق گذارد حق را از باطل دانسته شده‌است. و به عنوان لقب به‌کار می‌رود.

## دانشمندان اهل سنت
اجماع دانشمندان اهل سنت بر آن است که لقب فاروق مختص عمر بن خطاب است و تقریباً در تمامی کتب اهل سنت از این لقب برای او استفاده می‌شود.

## دانشمندان شیعه
دانشمندان شیعه از جمله طبرسی در الإحتجاج و شیخ طوسی در الأمالیبر اساس روایات و اخبار بر این باورند که فاروق لقبی است که محمد بن عبدالله پیامبر اسلام بر علی بن ابی طالب قرار داده‌است.